# Sal Bartolo
Pour les articles homonymes, voir Bartolo.
Sal Bartolo, de son vrai nom Salvatore Interbartolo, est un boxeur américain né le 5 novembre 1917 à Boston, Massachusetts, et mort le 19 février 2002 à Lynn, Massachusetts.

## Carrière
Passé professionnel en 1937, il devient champion du monde des poids plumes NBA (National Boxing Association) le 10 mars 1944 après sa victoire aux points contre Phil Terranova. Bartolo conserve son titre à trois reprises avant d'être à son tour battu par Willie Pep, champion NYSAC, le 7 juin 1946. Il met un terme à sa carrière en 1949 sur un bilan de 74 victoires, 18 défaites et 5 matchs nuls.

## Référence
1. ↑  (en) 1944-03-10 Sal Bartolo w pts 15 Phil Terranova, The Garden, Boston, Massachusetts, USA - NBA (boxrec.com)